# 灰谷健次郎
灰谷 健次郎（はいたに けんじろう、1934年（昭和9年）10月31日 - 2006年（平成18年）11月23日）は、日本の児童文学作家。

## 経歴
兵庫県神戸市兵庫区の貧しい家庭に生まれ、働きながら定時制高校商業科を卒業。大阪学芸大学（現・大阪教育大学）学芸学部卒業後、小学校教師を務める傍ら児童詩誌『きりん』の編集に携わる。なお、教師時代の教え子に歌手のもんたよしのりや 絵本作家のあかさかかなたがいる。
1962年（昭和37年）、小説『笑いの影』を部落解放同盟から差別小説とされて糾弾を受ける（後述）。その後、1967年（昭和42年）に長兄の自殺、1968年（昭和43年）には実母の死去という事件が重なり、自分が教師であることの意味を見失い、1971年（昭和46年）に、17年間勤めた小学校教師を退職し、沖縄やアジア各地を放浪。1974年（昭和49年）『兎の眼』で児童文壇にデビューする。『兎の眼』はミリオンセラーとなった。二作目となる『太陽の子』も50万部を超えている。
『兎の眼』はNHK少年ドラマシリーズでドラマ化された。壇ふみ主演で映画も制作されている。
『太陽の子』は『太陽の子 てだのふあ』のタイトルで映画化された。
その後、多くの小説、童話、エッセイを出版。童話の『ろくべえまってろよ』は教科書に収録された。
淡路島に移住、のち沖縄に転居をした。執筆活動と並行して、NHKなどへのテレビ出演、全国での講演活動を行う。
競馬の競走馬アメジストドリームの共同馬主の一人だった。
2006年（平成18年）11月23日、食道癌のため静岡県駿東郡長泉町の静岡県立静岡がんセンターで死去、72歳没。

## 「笑いの影」事件
灰谷は、『新潮』1962年12月号に短編小説「笑いの影」を発表した。この作品は、被差別部落出身の中学生による暴力・性的逸脱・強姦・殺人・犬殺し・犬肉食などを扱った内容であり、1961年に八尾市立八尾中学校で起きた、被差別部落出身生徒たちによる大規模な校内暴力事件（八尾中学校事件）に基づいている。
小説の粗筋は、こうである。タモツ、サブロウ、テルコたちはいずれも被差別部落出身の中学3年生である。恵まれない家庭に育った彼らは教師に反感を持ち、校舎の窓ガラスを叩き割る、犬の死体を職員室に投げ込むなどの非行を繰り返している。またタモツはテルコと不純異性交遊を行い、学校の運動場の隅で性行為に耽って「お前らはケダモノみたいな奴や」と教師から非難される。彼らはまた、赤犬を殴り殺して肉を食らうこともある。
やがて一般生徒の間では、彼ら問題児の授業妨害で勉強ができないことへの不満が募り、女生徒19名による集団的な登校拒否が発生する。そこで生徒と教師による話し合いが持たれたが、部落出身生徒が「オレらなんで部落やいうて差別されんならんのや」と激怒した結果、一度は教師側が謝罪して収まるが、再び問題児たちが職員室に殴り込みをかけ、事態は紛糾する。
そんな中、部落に同情的な学級委員の梅原良子が問題児たちに非を諭し、彼らを自宅に招いて反省会を開こうとする。サブロウたちは冷笑するが、ただ一人タモツだけは梅原邸を訪れ、良子に恋心を抱く。するとサブロウがタモツを裏切り者となじり、二人の間で反目が始まる。また、タモツと肉体関係にあったテルコも良子に嫉妬の念を抱く。
やがて良子が先頭に立って校長たちと交渉し、校舎の補修や暖房の設置などの要求を認めさせる。生徒たちは喜ぶ。
しかしそんな中、良子がテルコに誘われて校舎の屋上に連れ出され、サブロウに強姦される事件が発生する。逆上したタモツはサブロウに飛びかかるが、反撃を受けてナイフで刺された上、屋上から蹴り落とされて死亡する。この事件を機に19名の生徒が検挙され、8名が少年院に送られる。

この作品における部落出身生徒の
などの台詞が部落解放同盟から問題視され、灰谷は八尾市で糾弾を受けるに至った。

灰谷は後年自らこの事件を「「笑いの影」の差別性の一つは、少年非行を通して権力の姿を浮き彫りにするという図式を装いながら、その実やたらと暴力的な行動と、やたら猟奇的な行動を、卑俗な興味の中で描こうとした点にあるといえる。いわれもない差別の中に生きている人たちの実態が何一つなく、恣意的にしかも偏見に満ちて描かれた世界だった。」、「これはたんなる差別事件ではない。（＊灰谷がそれまでの人生で）人を踏みつけて生きてきたその象徴的な現われの一つである。」と振り返っている。灰谷はその後『兎の眼』執筆まで十年以上、「文学とは反吐のように振り向きたくないもの」として、筆を折ることになる。

## 『兎の眼』事件
しかしその後、灰谷は『兎の眼』（1974年、理論社。1984年、新潮文庫）でも糾弾を受けることとなる。問題となった表現は、登場人物「鉄ツン」の愛犬キチが野犬狩りに遭ったのを子供たちの知恵で奪い返すくだりにおける
という台詞であった。
この表現は「屠場は怖い」という差別意識を利用したものとして糾弾を受け、新潮文庫版では途中の増刷版から削除されている。

## 受賞歴など
- 『兎の眼』（第8回日本児童文学者協会新人賞、第1回路傍の石文学賞）
- 『太陽の子』（第1回路傍の石文学賞）
- 『ひとりぼっちの動物園』（第27回小学館文学賞）
- 『天の瞳』
新潮社で刊行されていたが下記の経緯により絶版。『天の瞳－幼年編1・2－』は新潮社刊行当時、第23回（1996年度）大佛次郎賞の最終候補作だった。

## 著書
- 『せんせいけらいになれ 詩のコクバン』理論社,1965　のちフォア文庫、角川文庫
- 『兎の眼』長谷川知子絵. 理論社, 1974 のちフォア文庫、新潮文庫,角川文庫、角川つばさ文庫
- 『プゥ1等あげます』東貞美絵. 理論社, 1975 のちフォア文庫
- 『マコチン』長新太画. あかね書房, 1975
- 『ろくべえまってろよ』長新太 絵. 文研出版, 1975　のち新潮文庫、角川文庫
- 『マコチンとマコタン』長新太 画. あかね書房, 1976.10
- 『とこちゃんのヨット』長新太 絵. 偕成社, 1976.12
- 『けんちゃんのおばけ』長谷川集平絵 旺文社, 1977.12
- 『いっちゃんはね、おしゃべりがしたいのにね』長谷川集平 絵, 啓林館編. 文研出版, 1977.7
- 『ひとりぼっちの動物園 短編集』長新太 画. あかね書房, 1978.1　のちあかね文庫
- 『いえでぼうや』坪谷令子絵. 理論社, 1978.10 のちフォア文庫
- 『さよならからみきぼうはうまれた』関屋敏隆絵. フレーベル館, 1978.2
- 『太陽の子』田畑精一絵. 理論社, 1978.9 のち新潮文庫、フォア文庫,角川文庫
- 『ワルのぽけっと』長谷川集平画. 理論社, 1979.11 のちフォア文庫、新潮文庫、角川文庫
- 『どうしようかな』坪谷令子絵. サンリード, 1979.11
- 『子どもになりたいパパとおとなになりたいぼく』坪谷令子絵. あかね書房, 1979.12
- 『なんやななちゃんなきべそしゅんちゃん』坪谷令子 絵. 文研出版, 1980.7
- 『ろくすけどないしたんや』坪谷令子 絵. 理論社, 1980.7
- 『手と目と声と』坪谷令子絵. 理論社, 1980.8 のち角川文庫
- 『しかられなかった子のしかられかた』遠藤てるよ え. 童心社, 1981.11
- 『オオカミがジャガイモ食べて 灰谷健次郎対談集』小学館, 1981.12
- 『だれもしらない』長谷川集平 絵. あかね書房, 1981.2
- 『わたしの出会った子どもたち』新潮社, 1981.3　のち文庫、角川文庫
- 『きみはダックス先生がきらいか』坪谷令子 え. 大日本図書, 1981.4
- 『島へゆく 灰谷健次郎エッセイ集』理論社, 1981.6
- 『海になみだはいらない』坪谷令子 え. 学校図書, 1981.9　のち新潮文庫、角川文庫
- 『島で暮す 灰谷健次郎エッセイ集』理論社, 1982.10
- 『チューインガム一つ』坪谷令子 絵. 理論社, 1982.2
- 『へんな子がいっぱい』長新太 絵. 講談社, 1982.7
- 『灰谷健次郎と話す』理論社, 1982.9
- 「島物語」理論社、坪谷令子絵、のち新潮文庫、角川文庫

『はだしで走れ 島物語1』1983.6
『今日をけとばせ 島物語2』1983.9
『きみからとび出せ 島物語3』1984.12
『ほほ笑みへかけのぼれ 島物語4』1988.11
『とべ明日へ (島物語 5』1998.8
- 『ふたりはふたり』坪谷令子 絵. 偕成社, 1983.9
- 『いま、島で』文化出版局, 1984.3 のち新潮文庫、角川文庫
- 『うみにあるのはあしただけ』坪谷令子 絵. 理論社, 1985.5
- 『ともだちがいっぱい』坪谷令子 絵. のら書店, 1985.7
- 『灰谷健次郎の保育園日記』小学館, 1985.8 のち新潮文庫
- 『子どもの隣り』新潮社, 1985.9 のち文庫、角川文庫
- 『われらいのちの旅人たり』対談. 光文社, 1986.1 のち角川文庫
- 『みんなともだち 風の子ほいくえんのこどもたち』坪谷令子 絵. のら書店, 1986.12
- 『我利馬の船出』理論社, 1986.6　のち新潮文庫、角川文庫
- 『優しさという階段 エッセイ集』理論社, 1986.7
- 『灰谷健次郎の本 全集版』小宮山量平編. 理論社

第1巻 (兎の眼) 1987.3
第2巻 (太陽の子) 1987.11
第3巻 (我利馬の船出)
第4-5巻 (海の図)1988
第6-7巻 (島物語)
第8巻 (短編集) 1987.6
第9-14巻 (童話集) 1987-89
第15巻 (せんせいけらいになれ)
第16巻 (教えることと学ぶこと) 1987.5
第17巻（わたしの出会った子どもたち）
第18巻 (保育園日記)
第19-21巻 (エッセイ集）
第22巻 (詞華集)
第23-24巻 (対談集)
- 『灰谷健次郎の本 全集版 刊行記念版』小宮山量平共編. 理論社, 1987.12

- 『とんぼがえりで日がくれて』渡辺洋二 絵. あかね書房, 1987.12 のち新潮文庫、角川文庫
- 『優しさとしての教育』新潮社, 1988.2 のち文庫
- 『海の物語』坪谷令子絵　金の星社、1988　のち新潮文庫、角川文庫
- 『海の図』理論社, 1988.8　のち新潮文庫、角川文庫
- 『いくちゃんというともだち 風の子ほいくえんのこどもたち』坪谷令子 絵. のら書店, 1989.10
- 『少女の器』新潮社, 1989.3 のち文庫、角川文庫
- 『砂場の少年』新潮文庫) 1990.11 のち角川文庫
- 『遅れてきたランナー 灰谷健次郎が走る』ランナーズ, 1990.12 のち角川文庫
- 『わたしの子ども時代・青春時代 灰谷健次郎アクショントーク』社会思想社, 1990.2
- 『子どもという巨人』(メッセージ21  労働旬報社, 1991.4
- 『林先生に伝えたいこと』新潮社, 1991.7　のち文庫、角川文庫
- 『星砂のぼうや』坪谷令子 絵. 童心社, 1993.6
- 『舟で想う、畑で考える 自給自足をたのしむ心と体』(実学百論 第三書館, 1993.9
- 「灰谷健次郎童話館」理論社

『灰谷健次郎のどうわ4年生』1-3 坪谷令子 絵. 1994-95
「灰谷健次郎のどうわ1年生』1-2 長新太 絵. 1994.3
「灰谷健次郎のどうわようちえん・ほいくえん』1-2 長谷川集平, 坪谷令子 絵. 1994.4
「灰谷健次郎のどうわ2年生』1-2 長新太, 坪谷令子、関屋敏隆 絵. 1994.7
「灰谷健次郎のどうわ3年生』1-2 遠藤てるよ, 坪谷令子 渡辺洋二, 長新太絵. 1994.9
「灰谷健次郎のどうわ5年生』長新太 絵. 1995.2
「灰谷健次郎のどうわ6年生』長谷川集平 絵. 1995.3
- 『クジラちゃんみて、みて、ぼく、とぶよ』高畠純 絵. クレヨンハウス, 1994.2
- 『このいのちいとしきもの』(東別院伝道叢書 真宗大谷派名古屋別院教務部, 1995.12
- 『天の瞳 幼年編』1-2 新潮社, 1996.1 のち角川文庫

『天の瞳 少年編』1-2 角川書店, 1998-99 のち文庫
『天の瞳 成長編』1-2 角川書店, 1999-2001 のち文庫
『天の瞳 あすなろ編』1-2 角川書店, 2002-04 のち文庫
『天の瞳 最終話』角川文庫 2009.7
- 『優しい時間』読売新聞社, 1996.3 のち角川文庫
- 『コバンザメのぼうけん』村上康成 絵. 童心社, 1996.7
- 『すべての怒りは水のごとくに』倫書房, 1997.2 のち角川文庫
- 『ゴンちゃん』長新太 画. 文渓堂, 1997.4
- 『はるかニライ・カナイ』坪谷令子 画. 理論社, 1997.5
- 『子どもの命のかけがえのなさ』(抱樸舎文庫 労働旬報社, 1997.9
- 『子どもに教わったこと』(NHKライブラリー) 日本放送出版協会, 1998.3 のち角川文庫
- 『いのちまんだら』朝日新聞社, 1998.9 のち文庫
- 灰谷健次郎の発言　岩波書店

1、いのちの優しさ  1999.4
2、教えること・学ぶこと 1999.6
3、子どもが生きる 1999.7
4、学校とは 1999.5
5、子どもとわたし 1999.10
6、生きること・感じること 1999.8
7、島のこころ 1999.9
8、「いま」を読む 1999.3
- 『アメリカ嫌い (いのちまんだら 2)』朝日新聞社, 1999.8 のち角川文庫
- 『風の耳朶』理論社, 2001.12 「風の耳たぶ」角川文庫
- 『先生はシマンチュ一年生』坪谷令子 絵. 童心社, 2003.6
- 『子どもへの恋文』大月書店, 2004.4 のち角川文庫
- 『灰谷健次郎童話セレクション』全4巻 汐文社, 2016-17

### 共著編
- 『教えることと学ぶこと 対談』林竹二共著. 小学館, 1979.11
- 『叢書児童文学 第4巻  子どもが生きる』責任編集 世界思想社, 1979.6
- 『お星さんが一つでたとうちゃんがかえってくるで』編, 宮崎学 写真. 理論社, 1983.10
- 『「ふぁあん」「ふぁあん」宿題せんならん』編, 宮崎学 写真. 理論社, 1983.10
- 『101人のかみさま』編著, 葉祥明 絵. 理論社, 1985.12
- 『子どもの詩が生まれた』正続、続続 (きりんの詩集) 編, 御子柴滋 写真. 理論社, 1986.
- 『いのちの小さな声を聴け』水上勉共著. 新潮社, 1990.6 のち文庫
- 『新潮現代童話館』1-2 今江祥智共編. 新潮文庫, 1992.1
- 『子どもの詩集 たいようのおなら』編 長新太 挿絵 のら書店 1995
- 『学校のゆくえ (現代日本文化論 3)』河合隼雄共同編集. 岩波書店, 1996.11
- 『しりたいねん』石川文洋共著. 倫書房, 1997.8
- 『危ない学校希望の子育て 楽しい関係をいかに創るか』鎌田慧共著. 光文社,(カッパ・ブックス) 2000.3
- 『アジアを生きる』石川文洋 写真. 実業之日本社, 2001.7
- 『アジアを歩く 灰谷さんと文洋さんのほのぼの紀行』 エイ文庫 2007

### 翻訳
- マイケル・ドリス『朝の少女』新潮社, 1994.2 のち文庫
- マイケル・ドリス『森の少年』新潮社, 1996.4
- ダレル・T.ヘア『ラマー愛と魂への旅』飛鳥新社, 1996.7

## 制作指導
- 住友童話館（日本万国博覧会）の「童心曼荼羅」における刺繍の大壁画『動物と花火』制作指導、1970年

## 加害少年写真公開に抗議
1997年（平成9年）、神戸連続児童殺傷事件が起きると、新潮社の写真週刊誌「フォーカス」は、少年法に違反し、当時中学3年生であった加害少年の写真を公開した。これに対し灰谷は、「一出版社が、ひとつの出来事をとらえて、法の枠を越えていると判断する権利も権限もあるはずがない」として、「フォーカス」関連記事への抗議のため執筆拒否を宣言する。同時に灰谷は自身の代表作である大河小説『天の瞳』（後に角川書店より再刊行）を含む全ての著作の版権を新潮社から引き揚げ、斎藤十一と絶縁した。